# Науково-дослідний фізико-хімічний інститут імені Льва Карпова
Науково-дослідний фізико-хімічний інститут ім. Л. Я. Карпова- утворений у 1918 р.

## З історії інституту
4 жовтня Головою Раднаркому В. І. Леніним було підписано постанову уряду про організацію хімічної лабораторії Відділу хімічної промисловості ВРНГ. Першим її директором став Олексій Миколайович Бах — видатний учений-хімік, старий революціонер-народник, котрий на той час щойно повернувся з тривалої еміграції.
За кілька років завдання, що стояли перед лабораторією, значно розширилися, і вона була перетворена у Фізико-хімічний інститут, що носить ім'я Льва Яковича Карпова — першого керівника радянської хімічної промисловості.
У перші роки головним його завданням було задоволення насущних потреб країни в хімічній продукції за гострого дефіциту ресурсів та кваліфікованих кадрів. Вирішувалися різноманітні завдання — від розробки методів отримання мила з нафти і прискореного способу підготовки вугілля і торфу для перших у Росії — Каширської і Шатурської — електростанцій, до удосконалення виробництва синтетичного аміаку й організації аналітичного забезпечення народного господарства і наукової експертизи проектів хімічних підприємств. Виконувалися важливі доручення уряду, так, наприклад, професор Б. І. Збарський брав участь у бальзамуванні тіла В. І. Леніна.
Уже в 30-ті роки в Інституті склалися великі наукові школи по ряду найважливіших напрямків фізичної хімії. Академік О. М. Фрумкин успішно розвивав роботи по електрохімії і поверхневим явищам, професор а А. Н. Фукс і І. В. Петрянов вели дослідження з аерозолям, каталізом і дослідженнями полімерів займалися в лабораторіях під керівництвом академіка А. Н. Баха і професора С. С. Медведєва. Успішно розвивалися роботи по вивченню будови речовини, хімічної кінетики, корозійних процесів. Завдяки глибоким дослідженням цих шкіл, що отримали широке міжнародне визнання, інститут на багато років став авторитетним науковим і організаційним центром фізико-хімічної науки в країні.
Під час Німецько-радянської війни в Інституті створювалися матеріали та засоби захисту від можливого хімічного нападу, електрохімічні детонатори для морських і сухопутних мін, способи захисту військової техніки від корозії, каталітичні обігрівачі, способи регенерації повітря на підводних човнах.
За видатні заслуги в науці і успішне виконання завдань Уряду в 1943 у Науково-дослідний фізико-хімічний інститут імені Л. Я. Карпова був нагороджений орденом Трудового Червоного Прапора.
У післявоєнні роки в Інституті почався бурхливий розвиток нових наукових напрямів, таких як квантова та радіаційна хімія. Інститут з'явився піонером у становленні та розвитку сучасної фізичної хімії. З його лабораторій виросли багато відомих академічні та галузеві науково-дослідні інститути: електрохімії, азотної промисловості, штучного волокна, каталізу, горючих копалин, техніко-економічних досліджень. Але протягом більше ніж 40 років практично беззмінним керівником Інституту був видатний вчений-електрохімік академік Я. М. Колотиркін.
В Карповському інституті зародилися, а потім успішно розвивалися багато нові напрямки в хімії та хімічній технології. На основі лабораторій інституту виникли численні науково-дослідні організації, в тому числі:
- Біохімічний інститут Наркомздоров'я (1920),
- Центральний інститут цукрової промисловості (1927),
- Інститут торфу (1928),
- НІІПластмасс (1931),
- Всесоюзний інститут штучного волокна (1931),
- Державний інститут азотної промисловості (1931),
- Електрохіммет (1936),
- НІІТЕХІМ (1958),
- ІЕЛАН СРСР (1958),
- Інститут каталізу СВ АН СРСР (1963).

Імена багатьох видатних фізико-хіміків пов'язані з Карповським інститутом.
Серед них академіки:
- А. Н. Бах,
- Х. С. Багдасар'ян,
- Н. Ф. Бакеев,
- Г. К. Боресков,
- Н. М. Жаворонков,
- В. А. Каргін,
- К. А. Кочешков,
- Я. М. Колотиркін,
- С. С. Медведєв,
- І. В. Петрянов-Соколов,
- Я. К. Сиркін,
- А. Н. Фрумкін,

члени-кореспонденти:
- І.А Казарновський,
- А. Н. Праведників,
- А. І. Рабинович,
- М. Г. Слинько,

Лауреати державний премій:
- Тьомкін Менас Ісаакович

та багато інших.
Цими вченими були закладені основи розвитку і поглиблені такі напрямки сучасної фізичної хімії як хімія поверхневих явищ, теорія адсорбції, будови речовини, вчення про аерозолях, теорія електродних процесів і захисту металів від корозії, хімічної кінетики та каталізу, радіаційної хімії та хімії високомолекулярних сполук. Інститут одним з перших в СРСР почав роботи в галузі використання атомної енергії.

## Обнінська філія
У 1959 р. у зв'язку з бурхливим розвитком ядерної фізики та хімії з ініціативи директора Інституту Я. М. Колотиркіна і його заступника В. Л. Карпова було створено Обнінську філію Науково-дослідного фізико-хімічного інституту імені Л. Я. Карпова (філія НІФХІ) для проведення робіт в галузі радіаційної хімії та радіаційно-хімічних, ядерно-фізичних технологій. Першим директором філії став О. В. Уваров.
Як основні перед філією були поставлені такі завдання: дослідження взаємодії ядерних, іонізуючих випромінювань з речовинами і матеріалами, практичне використання результатів досліджень у хімічній та інших галузях промисловості, розробка та реалізація радіохімічних, радіаційно-хімічних, ядерно-фізичних технологій виробництва продукції.
На базі філії НІФХІ був створений Радіохімічний Центр, а згодом і Центр колективного користування.

## В даний час
В даний час Інститут здійснює повний цикл робіт від наукових досліджень, проектування до пуску установок та авторського нагляду за їх будівництвом і роботою.
Інститут бере участь у формуванні та реалізації найважливіших інноваційних проектів державного значення згідно з пріоритетними напрямками розвитку науки, технологій і техніки РФ в галузі створення нових матеріалів і технологій, національних пріоритетних проектів.
Перспективи інноваційної діяльності Інституту пов'язані з випереджаючим розвитком досліджень і розробок в області створення наноматеріалів, конструктивних і функціональних матеріалів, призначених для забезпечення зміцнення стратегічної безпеки Росії, підвищення конкурентоспроможності російської економіки на ринку високих технологій.